# بيتر بويل (مونتير)
بيتر بويل (بالإنجليزية: Peter Boyle)‏ هو مونتير بريطاني، ولد في 27 مايو 1946 في Formby ‏ في المملكة المتحدة.

## وصلات خارجية
- بيتر بويل على موقع IMDb (الإنجليزية)
- بيتر بويل على موقع ألو سيني (الفرنسية)
- بيتر بويل على موقع أول موفي (الإنجليزية)
- بيتر بويل على موقع قاعدة بيانات الأفلام السويدية (السويدية)
- بيتر بويل على موقع قاعدة بيانات الفيلم (الإنجليزية)
- بيتر بويل على موقع كينوبويسك (الروسية)